# Kill Bill: Volume 1
Kill Bill: Volume 1 è un film del 2003 scritto e diretto da Quentin Tarantino.
La pellicola, con protagonista Uma Thurman, è ispirata ai film d'exploitation degli anni Settanta e ai film di arti marziali, ed è il primo capitolo di Kill Bill, cui ha fatto seguito Kill Bill: Volume 2 nel 2004. Kill Bill, in realtà, era stato realizzato e scritto come un unico film, con una durata di oltre quattro ore, ed è stato successivamente diviso in due film solo in post-produzione, con il Volume 2 che è uscito sei mesi dopo.

## Trama

### Prologo
(Bill poco prima di sparare in testa alla Sposa)
Una sposa ferita e coperta di sangue avverte dei passi di stivali sul pavimento di legno. Un misterioso uomo, Bill, infatti si avvicina e spara in testa alla Sposa, dopo che questa gli ha detto di essere incinta di sua figlia.

### Capitolo 1: 2
Pasadena, California. La Sposa si presenta davanti a una villetta, suona il campanello e ad aprirle appare una donna. Subito dopo avviene un breve flashback, dove si scopre che ella è Vernita Green, una delle responsabili del massacro ai Due Pini nel quale hanno perso la vita lo sposo della donna bionda, gli invitati al matrimonio, nonché la bambina che la Sposa portava in grembo. Subito dopo le due iniziano una lotta accanita, distruggendo l'intero soggiorno dell'abitazione, usando qualsiasi tipo di oggetto a disposizione come arma. Poco dopo però, la lotta fra le due viene interrotta dal ritorno della figlia di Vernita, Nikki, in quanto la Sposa non vuole compiere la propria vendetta davanti alla bambina.
La bambina rimane spaventata dalla devastazione del soggiorno e dalle condizioni della madre, al che Vernita racconta che il loro cane ha avuto una crisi. La Sposa si presenta alla bambina dicendole il suo vero nome, ma viene coperto da un "BIP", lasciandolo momentaneamente ignoto. Vernita chiede infine a Nikki di rimanere in camera sua, mentre le due donne si spostano in cucina. La voce narrante della sposa rivela che Vernita era una delle killer più forti del gruppo di cui facevano un tempo parte, e il suo nome in codice era quello del serpente Testa di Rame. Vernita si distingueva dal gruppo per essere la più brava a maneggiare i coltelli.
Vernita prova a scusarsi con la Sposa per i fatti di quattro anni prima, cercando di far capire alla sua nemica di essersi ormai ritirata dalla vita criminale e di essere una persona diversa, ma capisce subito che è totalmente inutile, in quanto la Sposa è assetata di vendetta per quello che le fecero alla chiesa e per avere perso la sua bambina non ancora nata, proponendole infine di scontrarsi quella notte stessa, nel campo da Baseball dove addestra i ragazzi del vicinato. Dal profondo della sua disonestà, la donna sceglie come arma per lo scontro il coltello, con il quale è tanto abile e, poco dopo, con una pistola nascosta in una scatola di cereali destinati a Nikki, spara a tradimento alla Sposa, mancandola. Quest’ultima lancia di riflesso un coltello a Vernita centrandola in pieno petto e uccidendola.
La piccola Nikki, che non aveva rispettato il divieto della madre, assiste in silenzio alla scena: la Sposa le confessa che non avrebbe mai voluto uccidere Vernita davanti a lei, ma la scorrettezza dell'altra lo ha reso inevitabile. Tuttavia, dice a Nikki che, se quando sarà grande vorrà vendicarsi, lei la aspetterà. Dopodiché, si dirige verso la sua prossima vittima.

### Capitolo 2: La Sposa imbrattata di sangue
- 4 anni e 6 mesi prima
Il giorno del massacro alla chiesa dei Due Pini a El Paso (Texas), lo sceriffo Earl McGraw si dirige verso il luogo della strage, chiamato da suo figlio. Giunto sul posto, McGraw asserisce che si tratti di un lavoro da professionisti, probabilmente mafia messicana e che solo una mente folle può avere ordito quella carneficina. Earl si avvicina al corpo della Sposa, che all'improvviso gli sputa in faccia: la donna, incredibilmente, è ancora viva. Il figlio dello sceriffo riferisce inoltre al padre che la donna si chiama Arlene Machiavelli, ma i poliziotti hanno già scoperto che il nome è un falso: per questo la donna verrà chiamata «la Sposa».
La Sposa viene portata in ospedale, dove qualche giorno dopo Elle Driver, una dei membri della squadra assassina vipere mortali, che aveva preso parte al massacro, arriva vestita da infermiera per ucciderla tramite iniezione letale. Bill, che si scopre essere il capo della squadra nonché il mandante degli omicidi, resosi conto che ucciderla in un letto d'ospedale e in stato comatoso sarebbe un vile atto che li avrebbe disonorati, telefona a Elle subito prima che pratichi l'iniezione letale e le dice di non farla. La donna, innamorata di Bill, s'infuria convincendosi che l'uomo provi ancora dei sentimenti per la donna in coma, tranquillizzandosi solo nel momento in cui Bill le promette che, se la sposa si dovesse svegliare, le faranno tante altre terribili cose.
- 4 anni dopo
La Sposa si sveglia nel suo letto d'ospedale grazie a una puntura di zanzara, proprio quando l'infermiere Buck sta per farla stuprare da un camionista. Nei quattro anni di coma, Buck ha guadagnato una notevole somma di denaro permettendo a depravati di intrattenere rapporti con la Sposa.
(Kill Bill: Volume 1)
Mentre il camionista sta per baciarla, la Sposa, che era rimasta immobile fingendo il coma, gli azzanna il labbro inferiore, facendolo morire dissanguato. Si alza dunque dal letto, cadendo però per terra per via della mancata riabilitazione fisica. Nonostante questo, riesce ad uccidere Buck, prima tagliandogli il tendine d'Achille e poi spaccandogli la testa con una porta. La donna raccoglie allora le chiavi dell'auto di Buck, la "Pussy Wagon". Dentro l'auto, la Sposa comincia la sua riabilitazione motoria grazie ad una tecnica orientale di concentrazione.

### Capitolo 3: Le origini di O-Ren
Per spiegare con chi la Sposa sta per andare a regolare i conti per prima, viene raccontata la traumatica infanzia di O-Ren Ishii.
O-Ren è una nippo-cinese-americana che visse a Tokyo come una comune bambina solo sino all'età di 9 anni. A quell'età, la piccola ebbe la sua prima esperienza con la morte: lo spietato boss Matsumoto uccise prima suo padre e poi sua madre. O-Ren giurò vendetta su quegli uomini che l'avevano condannata a un'infanzia da orfana. Il caso volle che il boss Matsumoto fosse un pedofilo e che quindi O-Ren, che era una bambina, vi si potesse avvicinare con estrema facilità. La ragazzina, entrata nella camera del boss, lo uccise con un colpo di katana. Anche le sue due guardie del corpo perirono sotto i colpi d'arma da fuoco di O-Ren.
A 20 anni, O-Ren Ishii era una delle killer più temerarie e spietate al mondo: in questo clima, O-Ren viene notata da Bill, che l'assolda per entrare nella sua squadra e la fa partecipare al massacro ai Due Pini.
La Sposa riesce finalmente a muovere l'alluce dopo tredici ore e poco dopo parte diretta all'aeroporto e compra un biglietto di sola andata per Okinawa, in Giappone.

### Capitolo 4: L'uomo di Okinawa
Ad Okinawa, la Sposa si reca dal leggendario Hattori Hanzō, forgiatore delle spade più affilate e più potenti del mondo. Hanzo le mostra le sue ultime spade, che fece durante la sua carriera ma, essendo ormai in pensione, non fabbrica più le sue armi leggendarie. La Sposa insiste di volere una delle sue spade, spiegando che uno dei nemici che vuole uccidere in passato è stato uno dei suoi allievi.
L'espressione di Hanzo diventa improvvisamente sorpresa e triste. Avvicinandosi alla finestra della sua soffitta, osserva rammaricato una foto per poi tracciare con un dito il nome "Bill" sul vetro. L'uomo si rende conto della gravità della situazione: è stato lui il maestro di Bill e ne sente tutta la responsabilità, ben sapendo che l'allievo è diventato uno dei più terribili assassini al mondo. Hattori Hanzo comunica alla Sposa che avrà bisogno di un mese per fare la spada e le dà il permesso di dormire nella soffitta. La Sposa avvicinatasi alla finestra cancella il nome Bill.
Hanzo infrange allora il giuramento che aveva fatto 28 anni prima e forgia una spada, un oggetto che uccide. Tra il rimorso, il rancore e la gloria, Hanzō dona alla Sposa quella che lui definisce senza superbia la migliore delle sue armi. Nel mese di tempo intercorso tra l'arrivo della Sposa e la forgiatura della spada, la donna si è allenata per sconfiggere O-Ren, la numero 1 della sua lista.

### Capitolo 5: Resa dei Conti alla Casa delle Foglie Blu
Quattro anni dopo il massacro ai Due Pini, O-Ren sale al vertice della Yakuza di Tokyo, insieme al suo entourage, composto da Sofie Fatale, la giovane e sadica assassina Gogo Yubari e gli 88 Folli, capitanati da Johnny Mo. Contrario alla salita al potere di questo entourage è il boss Tanaka, che vede in O-Ren il simbolo della decadenza del clan che i loro padri da secoli onoravano. O-Ren ripaga l'affermazione di Tanaka decapitandolo e usando questo avvenimento minaccioso come monito a tutti gli altri che oseranno intralciarla ribadendo, in modo offensivo, le sue origini.
Procuratasi prima un biglietto aereo (ove è possibile leggere il suo nome Beatrix Kiddo) e poi una moto, la Sposa si dirige a Tokyo alla Casa delle "Foglie Blu", dove O-Ren e il suo entourage stanno banchettando. La donna prende Sofie come ostaggio e le taglia un braccio, per poi eliminare gli 88 folli e Gogo.
(la Sposa rivolgendosi agli 88 Folli ormai stremati)
Nel giardino d'inverno personale di O-Ren, le due donne danno dunque vita al loro combattimento: la Sposa, dapprima in difficoltà, finisce per tagliare lo scalpo a O-Ren, scoperchiandole il cervello e mostrando che la sua era realmente una spada di Hanzō. O-Ren rimane allibita, ma muore con onore.
La Sposa rivela poi a Sofie che le uniche due ragioni per cui la lascia in vita sono le informazioni sugli altri membri della D.V.A.S. e che Sofie racconti a Bill tutto quanto ha visto. Sofie viene lasciata, mutilata, di fronte l'ospedale di Tokyo. Qualche giorno dopo, quando Bill la va a trovare, la donna gli racconta tutto ciò che la Sposa le ha chiesto di raccontare. In un flashback del viaggio in aereo, la Sposa scrive la lista delle cinque persone che intende uccidere: O-Ren, Vernita Green e gli altri componenti della squadra, Budd, Elle Driver e Bill. Nell'ultima scena, in ospedale Bill chiede a Sofie se la Sposa sa che sua figlia è ancora viva.

## Produzione

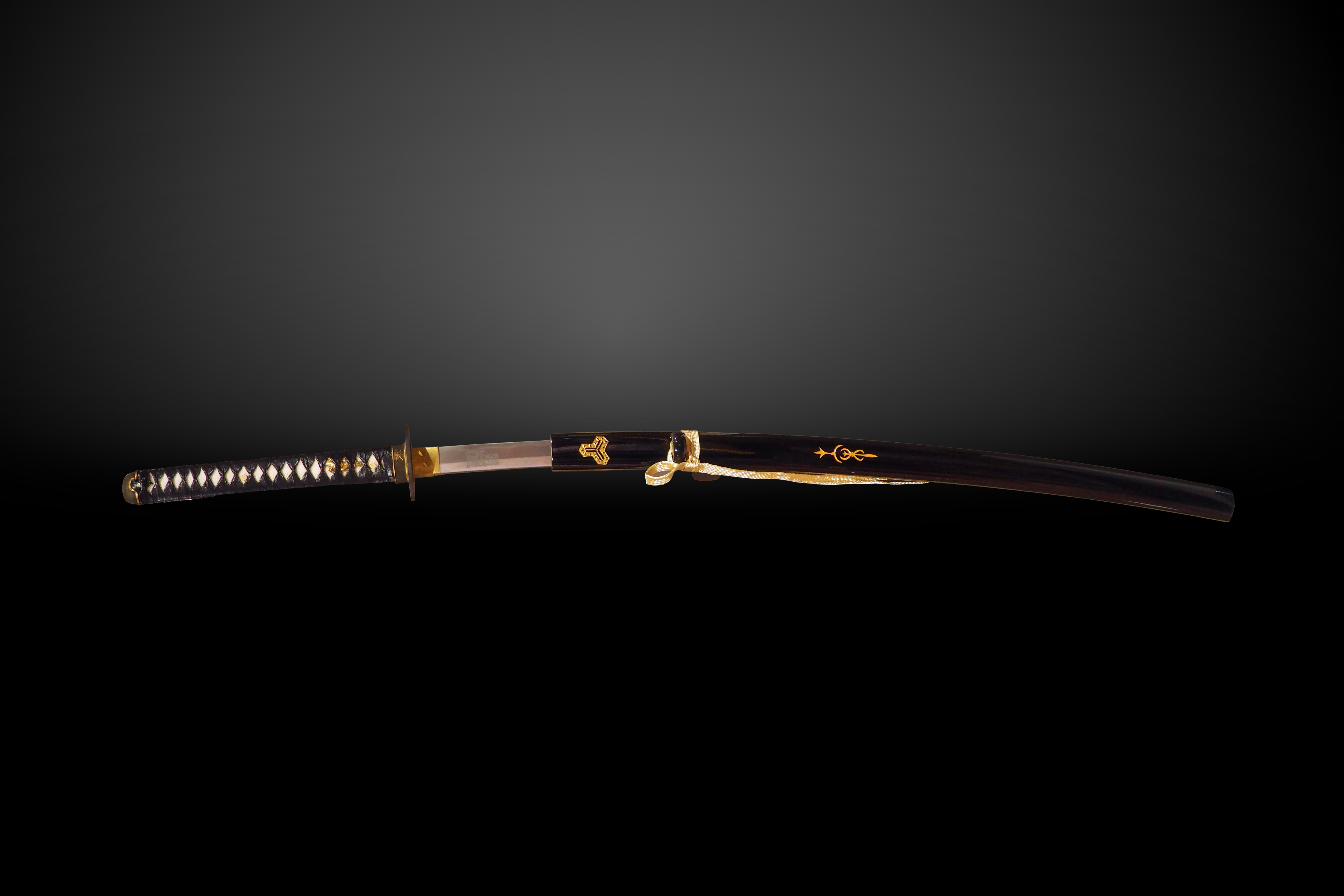
Riproduzione della katana usata da Beatrix Kiddo in Kill Bill

L'idea del film nacque sul set di Pulp Fiction, nel 1994. Tarantino e Uma Thurman, attrice protagonista in quel film, pensarono al film proprio ricordandosi la storiella del pilota che Mia raccontava a Vincent Vega nel locale. Sul set della scena, i due si accordarono sul da farsi per il film e pensarono che per la prima volta la donna dovesse essere mostrata con il volto imbrattato di sangue: da qui «La sposa imbrattata di sangue».
Dopo Pulp Fiction, però, Thurman e Tarantino divisero le loro strade; lei continuò la sua carriera, mentre lui si dedicò a Niente di nuovo sotto il sole, un episodio della serie E.R. - Medici in prima linea. In questi anni Tarantino mise da parte il copione di Kill Bill per dedicarsi a un film di guerra (Bastardi senza gloria, uscito nel 2009), per poi trarre dal libro Punch al rum (Rum Punch) di Elmore Leonard il film Jackie Brown. Dopo tre anni da Jackie Brown, il regista incontrò nuovamente Uma Thurman e pensò di poter riesumare lo script di Kill Bill che entrambi avevano iniziato a realizzare. Tarantino pensò di girare Kill Bill come regalo di compleanno per i 30 anni dell'attrice. Dopo la gravidanza della donna iniziarono le riprese del film.
Nonostante Tarantino abbia girato un'unica pellicola, per sua stessa ammissione i due film hanno degli elementi caratterizzanti. Se il secondo capitolo è più "occidentale", ispirato allo spaghetti-western, a Sergio Leone e a tutti i suoi miti ispiratori, questo primo film appare invece più proteso verso l'oriente, con le atmosfere da film di kung-fu, con riferimenti alle pellicole con Bruce Lee e capolavori del genere come Cinque dita di violenza. Non a caso, la versione giapponese del film contiene una dedica al regista nipponico Kinji Fukasaku, regista particolarmente ammirato da Tarantino per il suo stile violento e dinamico.
La sequenza in stile anime narrante il passato di O-Ren è a cura di Production I.G e vede come regista Mahiro Maeda.

### Cast

#### Altri interpreti
- Jun Kunimura: Boss Tanaka
- Kenji Ōba: Ragazzo calvo
- Yuki Kazamatsuri: Titolare
- Sakichi Sato: Charlie Brown
- Jonathan Loughran: camionista
- Yoshiyuki Morishita: Uomo d'affari di Tokyo
- Tetsuro Shimaguchi: Folli 88
- Kazuki Kitamura: Folli 88
- Yoji Boba Tanaka: Folli 88
- Issei Takahashi: Folli 88
- So Yamanaka: Folli 88
- Juri Manase: Folli 88
- Akaji Maro: Boss Ozawah
- Goro Daimon: Boss Honda
- Shun Sugata: Boss Benta
- Jin Zhan Zhang: Boss Orgami (ragazzo sculacciato)
- Xiaohui Hu: Giovane
- The 5.6.7.8's: loro stesse
- Shu Lan Tuan: Bigliettaio della Okinawa Airline
- Ai Maeda: O-Ren (voce nella sequenza anime)
- Naomi Kusumi: Boss Matsumoto (voce nella sequenza anime)
- Hikaru Midorikawa: Bella Riki (voce nella sequenza anime)

## Promozione
Alcuni slogan promozionali del film:

## Distribuzione
Il film è stato distribuito nelle sale americane il 10 ottobre 2003 mentre in Italia è stato distribuito il 24 ottobre dello stesso anno, dove è stato vietato ai minori di 14 anni per via della violenza estrema.

## Colonna sonora
Anche Kill Bill, come ogni film di Tarantino, si avvale di una colonna sonora assai ricercata, piena anch'essa, come il film, di citazioni e riferimenti. Appaiono, inoltre, alcune tracce "parlate" con estratti dei dialoghi del film, altra particolarità del regista statunitense.

### Tracce

#### Kill Bill Vol. 1: Original Soundtrack
1. Nancy Sinatra – Bang Bang (My Baby Shot Me Down) – 2:40 (Sonny Bono)
2. Charlie Feathers – That Certain Female – 3:02 (Charlie Feathers)
3. Luis Bacalov – The Grand Duel (Parte Prima) (estratto dal film Il grande duello di Giancarlo Santi) – 3:24 (Luis Bacalov)
4. Bernard Herrmann – Twisted Nerve – 1:27 (Bernard Herrmann)
5. Lucy Liu e Julie Dreyfus – Queen of the Crime Council (dialogo) – 0:56 (Quentin Tarantino)
6. RZA – Ode to Oren Ishii – 2:05 (The RZA, Fabio Frizzi,Franco Bixio, Vince Tempera)
7. Isaac Hayes – Run Fay, Run (la canzone è uno dei temi di Uomini duri di Duccio Tessari) – 2:46 (Isaac Hayes)
8. Al Hirt – Green Hornet Theme (la canzone era la sigla dell'omonimo programma che introdusse Bruce Lee) – 2:18 (Billy May)
9. Tomoyasu Hotei – Battle Without Honor or Humanity (la canzone è il tema principale di Another Battle, film del 2000 che è un seguito di Lotta senza codice d'onore (diretto da Kinji Fukasaku nel 1973)) – 2:28 (Tomoyasu Hotei)
10. Santa Esmeralda – Don't Let Me Be Misunderstood – 10:29 (Bennie Benjamin, Horace Ott, Sol Marcus, Jean De Scarano, Nicolas Skarsky, Raymond Donnez)
11. The 5.6.7.8's – Woo Hoo – 1:59 (George Donald McGraw)
12. RZA e Charles Bernstein – Crane / White Lightning (estratto dal film McKlusky, metà uomo metà odio) – 1:37 (RZA, Charles Bernstein)
13. Meiko Kaji – The Flower of Carnage (la canzone è il tema principale del film Lady Snowblood di Toshiya Fujita) – 3:52 (Kazuo Koike, Masaaki Hirao)
14. Gheorghe Zamfir – The Lonely Shepherd (James Last)
15. David Carradine, Julie Dreyfus e Uma Thurman – You're My Wicked Life (dialogo) – 1:14 (Quentin Tarantino)
16. Quincy Jones – Ironside (excerpt) (estratto dal film Cinque dita di violenza dei fratelli Shaw) – 0:16 (Quincy Jones)
17. Neu! – Super 16 (excerpt) (estratto dal film La ghigliottina volante) – 1:06 (Klaus Dinger, Michael Rother)
18. RZA – Yakuza Oren 1 – 0:22
19. RZA – Banister Fight – 0:21
20. Flip Sting (effetto) – 0:21
21. Sword Swings (effetto) – 0:21
22. Axe Throws (effetto) – 0:21

Durata totale: 43:25

#### Altre tracce
Nella pellicola di Tarantino sono presenti altri estratti da film di ogni genere: lo Yakuza film, il film di Kung-fu, il cinema dell'emancipazione nera e soprattutto omaggi alle note di Ennio Morricone che accompagnavano tutti gli spaghetti-western che hanno fatto crescere Tarantino.
1. Da uomo a uomo di Ennio Morricone (estratto dall'omonimo film di Giulio Petroni)
2. Truck Turner di Isaac Hayes (estratto dall'omonimo film di Jonathan Kaplan)
3. The Yagyu Conspiracy di Toshiaki Tsushima (estratto dall'omonimo film di Kinji Fukasaku)
4. Nobody But Me dei The Human Beinz
5. I Walk Like Jane Mansfield delle The 5.6.7.8's
6. I'm Blue delle The 5.6.7.8's
7. I due campioni dello Shaolin (estratto dall'omonimo film dei fratelli Shaw)
8. Un lungo giorno di vendetta di Armando Trovaioli (estratto dal film I lunghi giorni della vendetta di Florestano Vancini)
9. Armundo di David Allen Young
10. Wound That Eals (Kaifuku Suru Kizu) di Lily Chou-Chou
11. Music Box Dancer di Frank Mills
12. Sette note in nero di Vince Tempera & Orchestra (estratto dall'omonimo film di Lucio Fulci)
13. I giorni dell'ira di Riz Ortolani (estratto dall'omonimo film di Tonino Valerii)
14. Police Check Point di Harry Betts (estratto dal film Donne in catene di Eddie Romero)
15. Urami Bushi di Meiko Kaji (estratto dal film Female Convict Scorpion Jailhouse 41 di Shun'ya Itō)

## Riconoscimenti
- 2004 - Golden Globe
  - Candidatura per la migliore attrice in un film drammatico a Uma Thurman
- 2004 - Premio BAFTA
  - Candidatura per la miglior attrice protagonista a Uma Thurman
  - Candidatura per la miglior colonna sonora a RZA
  - Candidatura per la miglior montaggio a Sally Menke
  - Candidatura per la miglior sonoro a Michael Minkler, Myron Nettinga, Wylie Stateman e Mark Ulano
  - Candidatura per la migliori effetti speciali a Tommy Tom, Kia Kwan Tam, Wai Kit Leung, Jaco Wong Hin Leung
- 2004 - Empire Award
  - Miglior regia a Quentin Tarantino
  - Miglior attrice protagonista a Uma Thurman
  - Candidatura per il miglior film
  - Candidatura per la miglior scena (massacro nella casa delle Foglie Blu)
- 2003 - European Film Award
  - Candidatura per il miglior film internazionale a Quentin Tarantino
- 2004 - Nastro d'argento
  - Candidatura per il regista del miglior film straniero a Quentin Tarantino
- 2003 - Las Vegas Film Critics Society Award
  - Miglior montaggio a Sally Menke
  - Candidatura per il miglior film
  - Candidatura per la miglior regia a Quentin Tarantino
  - Candidatura per la migliore attrice protagonista a Uma Thurman
- 2004 - MTV Movie Award
  - Miglior performance femminile a Uma Thurman
  - Miglior cattivo a Lucy Liu
  - Miglior combattimento a Uma Thurman e Chiaki Kuriyama
- 2003 - Satellite Award
  - Candidatura per la miglior sceneggiatura originale a Quentin Tarantino
  - Candidatura per la miglior scenografia a Yōhei Taneda, David Wasco e Sandy Reynolds-Wasco
  - Candidatura per il miglior suono a Mark Ulano, Michael Minkler, Myron Nettinga e Wylie Stateman
  - Candidatura per i migliori effetti visivi a Howard Berger e Gregory Nicotero
- 2004 - Saturn Award
  - Miglior film d'azione/di avventura/thriller
  - Miglior attrice protagonista a Uma Thurman
  - Candidatura per la miglior regia a Quentin Tarantino
  - Candidatura per il miglior attore non protagonista a Sonny Chiba
  - Candidatura per la miglior attrice non protagonista a Lucy Liu
  - Candidatura per il Cinescape Genre Face of the Future Award a Chiaki Kuriyama
  - Candidatura per la miglior sceneggiatura a Quentin Tarantino
- 2004 - Central Ohio Film Critics Association Award
  - Miglior colonna sonora a RZA
  - Candidatura per il miglior film
  - Candidatura per la miglior regia a Quentin Tarantino
  - Candidatura per la miglior sceneggiatura originale a Quentin Tarantino
- 2004 - Grammy Award
  - Candidatura per la miglior compilation della colonna sonora
- 2004 - Golden Reel Award
  - Candidatura per il miglior montaggio sonoro (Effetti sonori)
  - Candidatura per il miglior montaggio (Colonna sonora)
- 2004 - MTV Movie Award México
  - Candidatura per l'americano/a più divertente in Giappone a Uma Thurman
- 2003 - Phoenix Film Critics Society Award
  - Candidatura per il miglior montaggio a Sally Menke
  - Candidatura per i migliori effetti visivi a Howard Berger e Gregory Nicotero
- 2003 - San Diego Film Critics Society Award
  - Miglior montaggio a Sally Menke
- 2004 - BET Award
  - Candidatura per la miglior attrice protagonista a Vivica A. Fox
- 2004 - Golden Trailer Award
  - Candidatura per il miglior film d'azione
  - Candidatura per la miglior colonna sonora
- 2013 - Key Art Award
  - Candidatura per il miglior trailer
- 2004 - Taurus World Stunt Award
  - Candidatura per il miglior combattimento a Zoë Bell e Angela Meryl
  - Candidatura per la miglior stunt femminile assoluto a Zoë Bell e Angela Meryl

- 2004 - Art Directors Guild
  - Candidatura per la miglior scenografia
- 2009 - Austin Film Critics Association
  - Candidatura per il miglior film del decennio
- 2003 - Awards Circuit Community Award
  - Candidatura per il miglior film a Lawrence Bender
  - Candidatura per la miglior regia a Quentin Tarantino
  - Candidatura per la miglior attrice protagonista a Uma Thurman
  - Candidatura per il miglior cast
  - Candidatura per la miglior sceneggiatura originale a Quentin Tarantino
  - Candidatura per la miglior fotografia a Robert Richardson
  - Candidatura per il miglior montaggio a Sally Menke
- 2004 - Black Reel Award
  - Candidatura per la miglior attrice non protagonista a Vivica A. Fox
- 2004 - Costume Designers Guild Award
  - Candidatura per i migliori costumi a Catherine Marie Thomas
- 2004 - Gold Derby Film Award
  - Miglior montaggio a Sally Menke
  - Candidatura per la miglior attrice protagonista a Uma Thurman
  - Candidatura per la miglior sceneggiatura originale a Quentin Tarantino
  - Candidatura per la miglior fotografia a Robert Richardson
- 2012 - IGN Summer Movie Award
  - Candidatura per il miglior film blu-ray
- 2004 - International Cinephile Society Award
  - Miglior attrice protagonista a Uma Thurman
  - Candidatura per il miglior film
  - Candidatura per la miglior regia a Quentin Tarantino
- 2005 - Jupiter Award
  - Miglior attrice internazionale a Uma Thurman
- 2004 - NRJ Ciné Award
  - Miglior film d'azione
  - Miglior look a Uma Thurman
- 2004 - Online Film & Television Association
  - Miglior canzone originale (Bang Bang) a Sonny Bono e Nancy Sinatra
  - Miglior website officiale
  - Candidatura per il miglior film a Lawrence Bender
  - Candidatura per la miglior regia a Quentin Tarantino
  - Candidatura per la miglior attrice protagonista a Uma Thurman
  - Candidatura per il miglior montaggio a Sally Menke
  - Candidatura per la miglior fotografia a Robert Richardson
  - Candidatura per il miglior montaggio sonoro a Harry Cohen, Michael Minkler, Myron Nettinga e Greg Steele
  - Candidatura per i migliori effetti speciali a Scott Sanders e Wylie Stateman
  - Candidatura per la miglior sequenza dei titoli
  - Candidatura per il miglior momento cinematico (massacro alla casa delle Foglie Blu)
- 2004 - Online Film Critics Society Award
  - Candidatura per il miglior film
  - Candidatura per la miglior regia a Quentin Tarantino
  - Candidatura per la miglior attrice protagonista a Uma Thurman
  - Candidatura per la miglior sceneggiatura originale a Quentin Tarantino
  - Candidatura per la miglior scenografia
  - Candidatura per la miglior fotografia a Robert Richardson
  - Candidatura per i migliori costumi
  - Candidatura per la miglior colonna sonora a RZA
  - Candidatura per il miglior sonoro
  - Candidatura per i migliori effetti visivi
- 2005 - Sant Jordi Award
  - Miglior film straniero a Quentin Tarantino
- 2003 - Catalonian International Film Festival
  - Premio del pubblico a Quentin Tarantino
- 2003 - Village Voice Film Poll
  - Candidatura per il miglior film
  - Candidatura per la miglior regia a Quentin Tarantino
  - Candidatura per la miglior fotografia a Robert Richardson